# Gastronomía de la provincia de Valladolid
La Gastronomía de la provincia de Valladolid es el conjunto de platos, preparaciones y costumbres culinarias de la provincia de Valladolid (Castilla y León, España). Es de todas las cocinas de la comunidad de Castilla y León la que más rasgos propiamente de la cocina castellana posee. Fundamentada en los asados, y sobre todo el asado castellano. También destacan los vinos, carnes, embutidos, panes, quesos, sopas, legumbres, postres y dulces.
La zona norte de la provincia se incluye en Tierra de Campos, mientras que por el suroeste (por Nava del Rey) se extiende por Tierra del Vino.

## Ingredientes

### Cereales

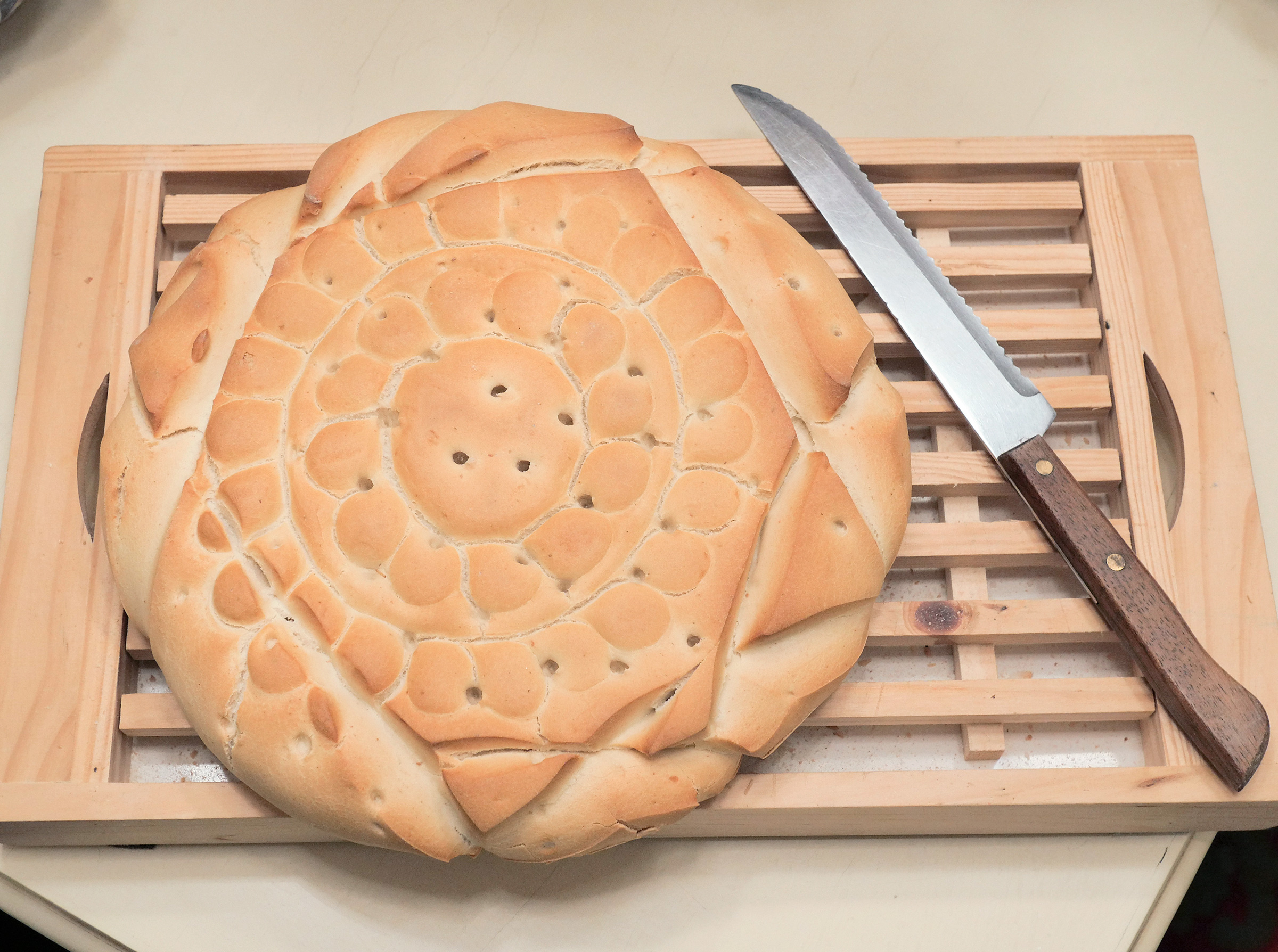
Pan lechuguino. El pan elaborado en la provincia tiene una gran tradición que se remonta al (véase también: Historia del pan).

La agricultura produce gran cantidad de cereales (trigo, maíz, cebada, centeno, etcétera) con los que por ejemplo se producen panes de gran calidad (Pan de la provincia de Valladolid).

### Carnes

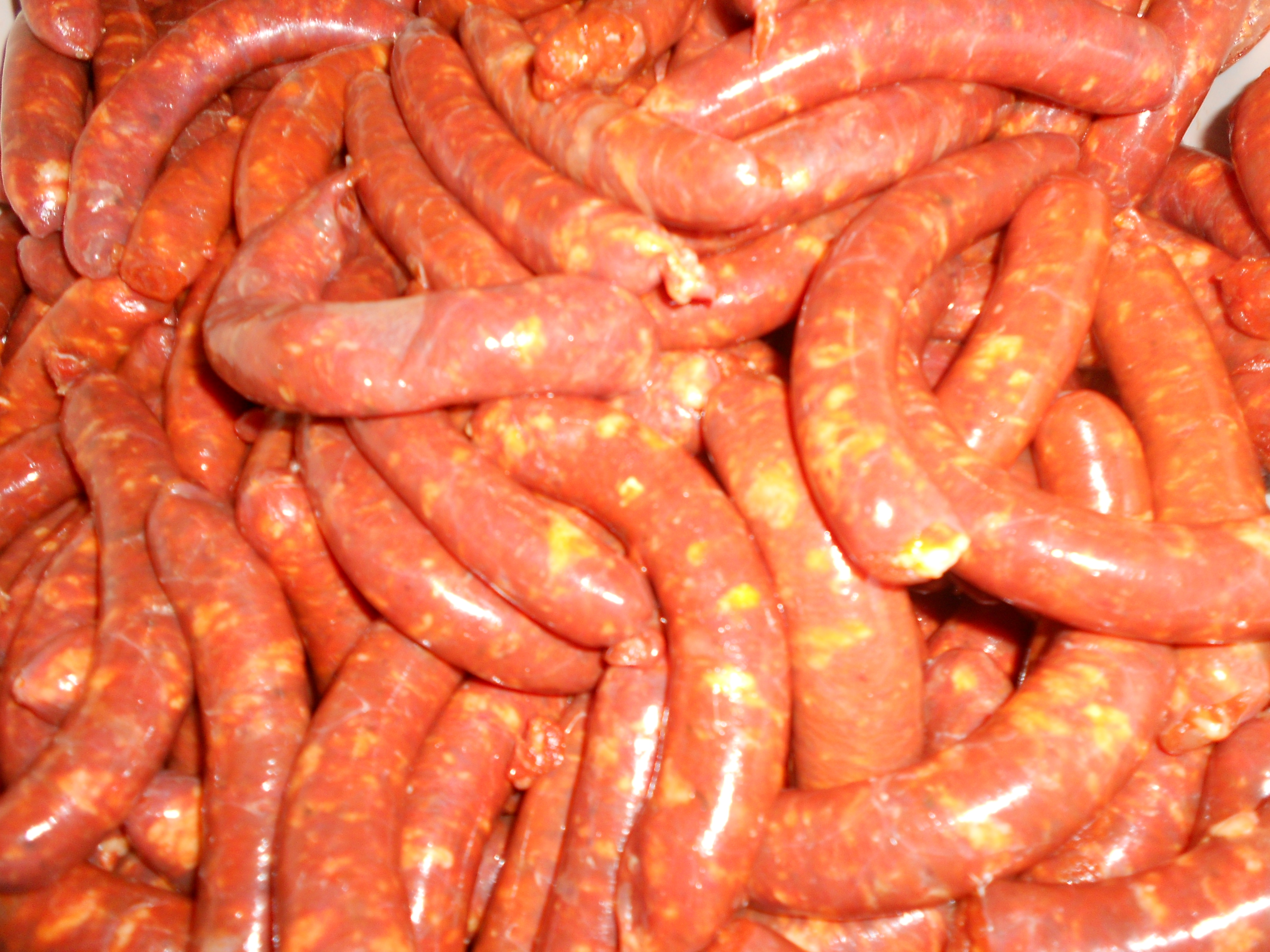
Salchichas de Zaratán blancas y rojas.

Las carnes y los embutidos son de los productos que más fama tienen por su sabor. La provincia pertenece a la zona de los asados de tipo castellano. De esta forma se tienen los corderos asados, el lechón asado, el pincho de lechazo asado al sarmiento (plato característico en Santibáñez de Valcorba y alrededores), chuletones de buey, carne de lechazo al ajillo (típicos en Peñafiel), así como el popular cochinillo asado. Es peculiar el embutido denominado chitas que se elabora con la carne de lechón en adobo. De la matanza del cerdo se elaboran algunos embutidos, siendo la morcilla de Valladolid (una especie de morcilla de cebolla), las salchichas de Zaratán. También se usa el chorizo en platos como la tortilla de chorizo. De la carne de vacuno se elabora un tojunto de Castilla (de influencia aragonesa). De la caza menor se tienen preparaciones como el conejo a la cazadora.

### Hortalizas

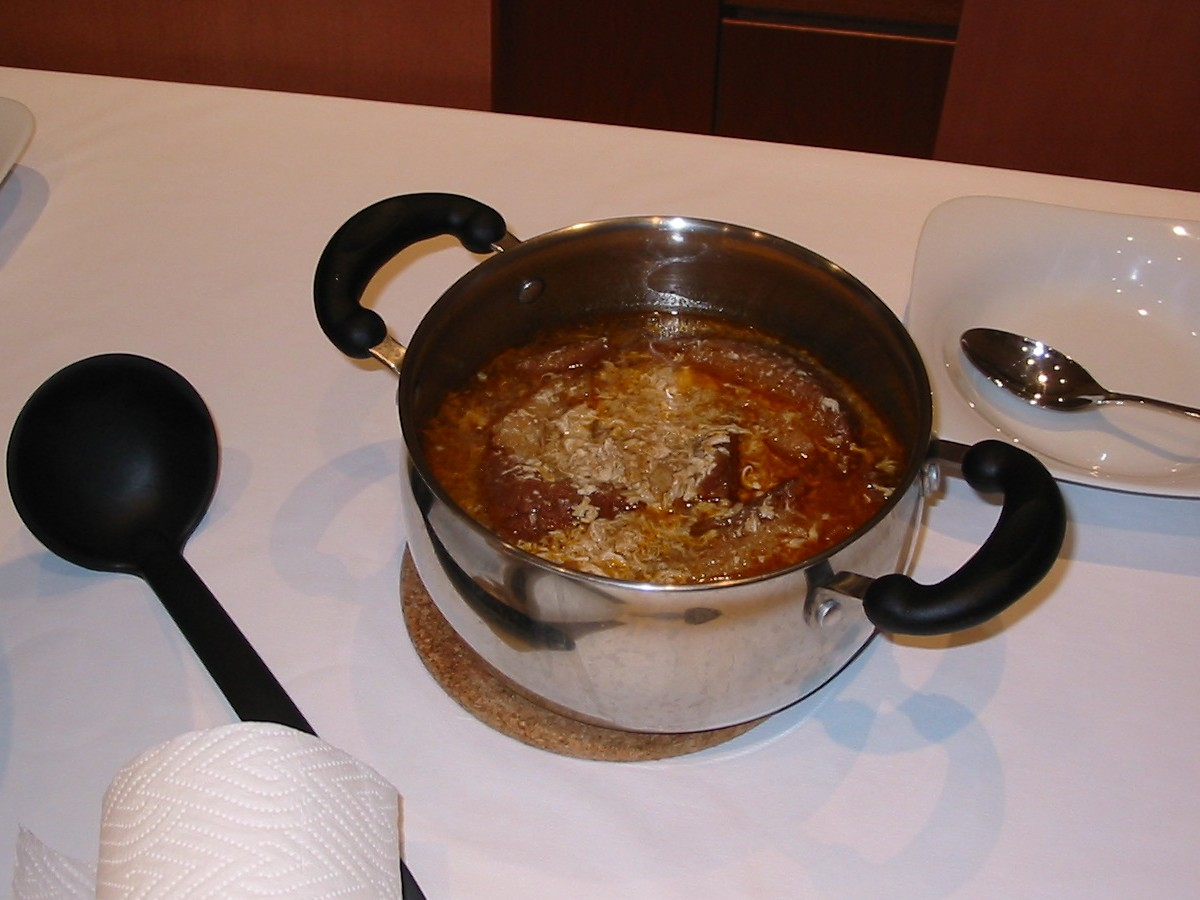
Sopa de ajo.

Entre los cocidos se encuentra el cocido castellano (con pelota al que se añade para aromatizar hierbabuena). Entre las legumbres se encuentran platos como alubias con patuño de cerdo o la sopa de chícharos que se elabora con guisantes (chícharo). Dentro de los cereales se tienen los panes y sus derivados como las sopas de ajo, la sopa de bestia cansada de Medina del Campo por ser ofrecida a los mulos de los arrieros. Es zona de ajo arrieros (ajo de Vallelado), con lo cual se elaboran platos como la coliflor al ajoarriero. 

### Pescados
Entre los pescados, al igual que otras provincias castellanas, se tienen las truchas, un ejemplo son las truchas con jamón. También se consume el bacalao por su fácil conservación.

### Lácteos
La ganadería de la provincia también es capaz de producir algunos quesos como el de Villalón (similar al queso de Burgos).

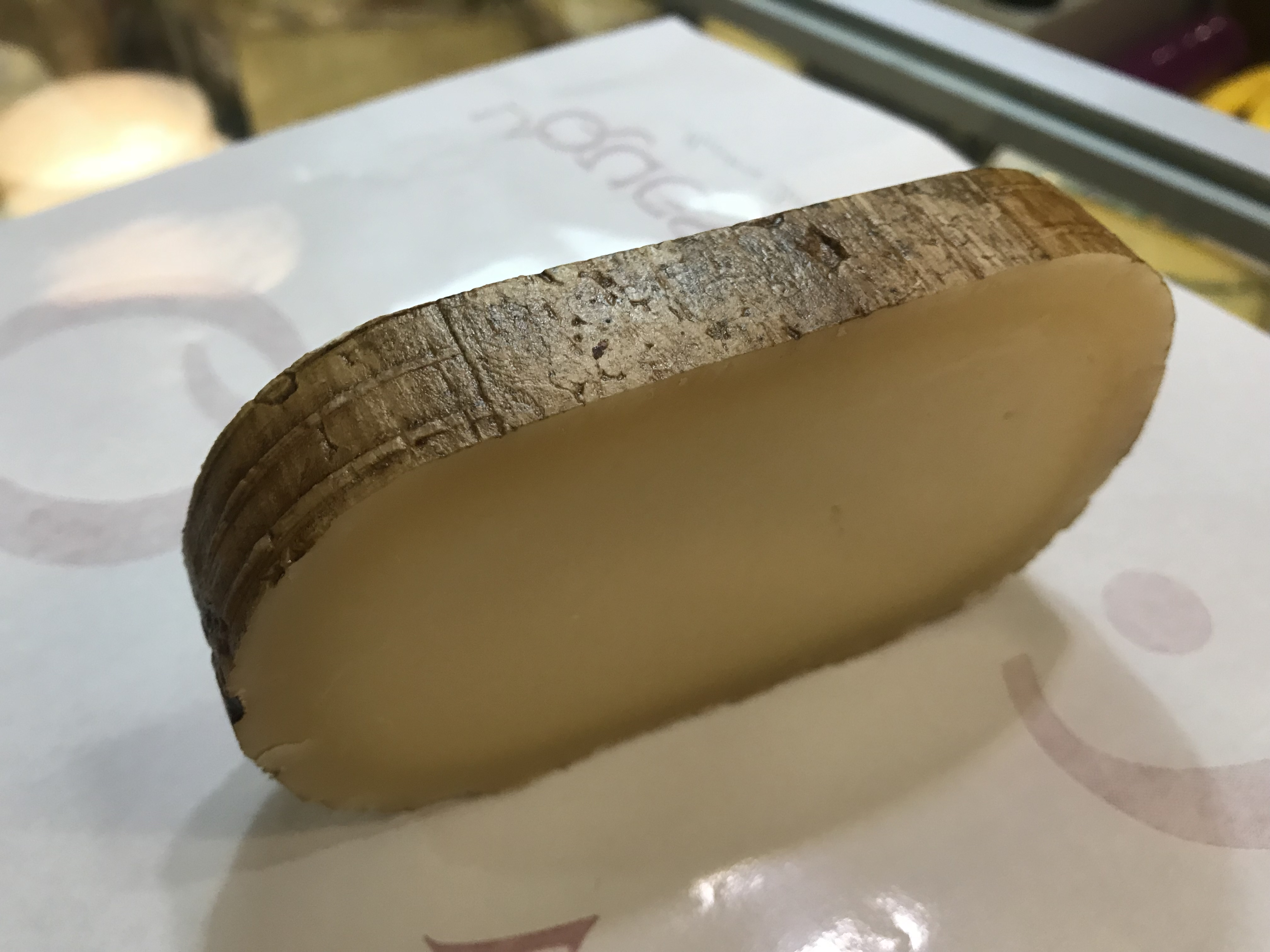
Queso pata de mulo
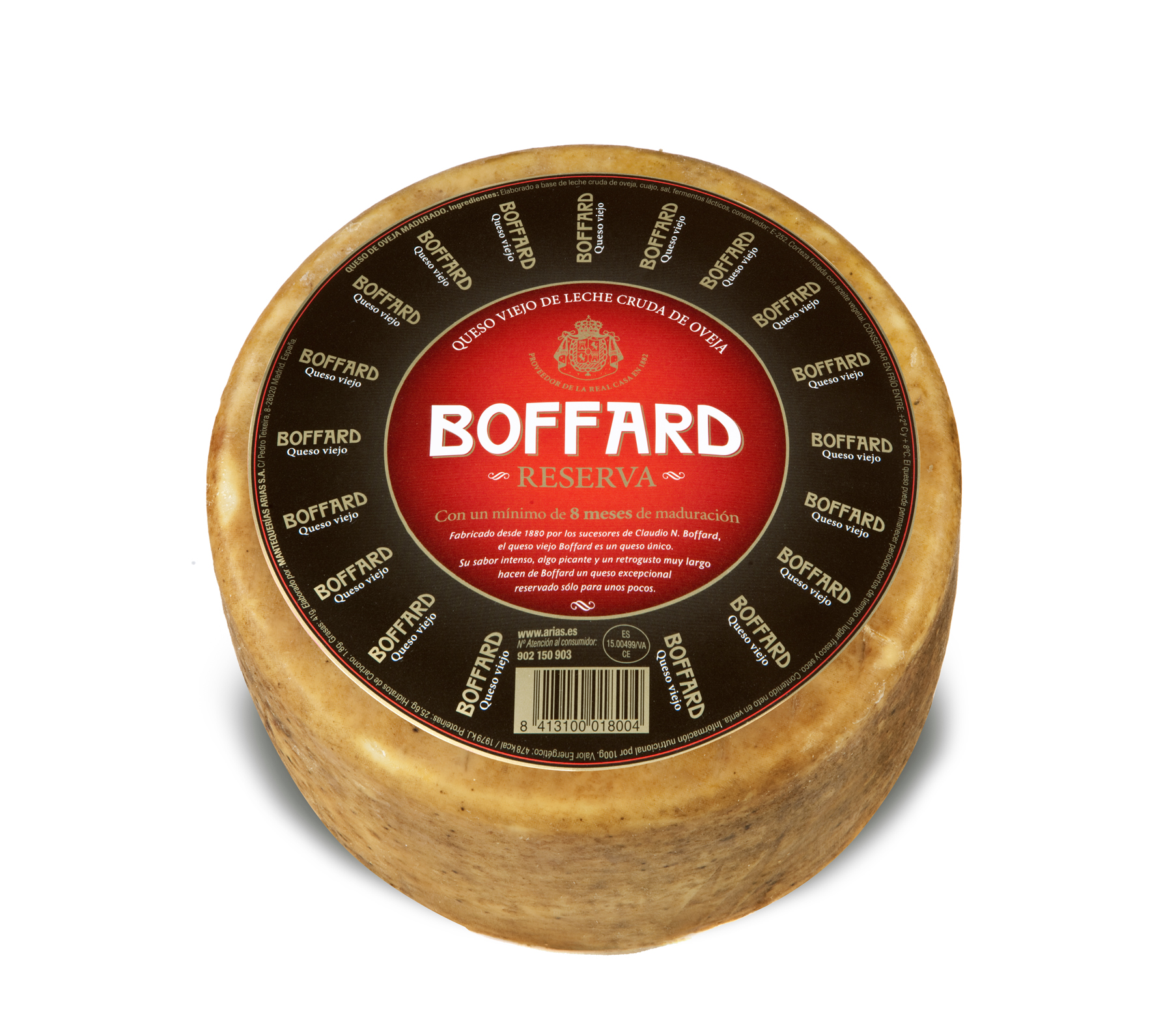
Queso de Boffard

## Repostería

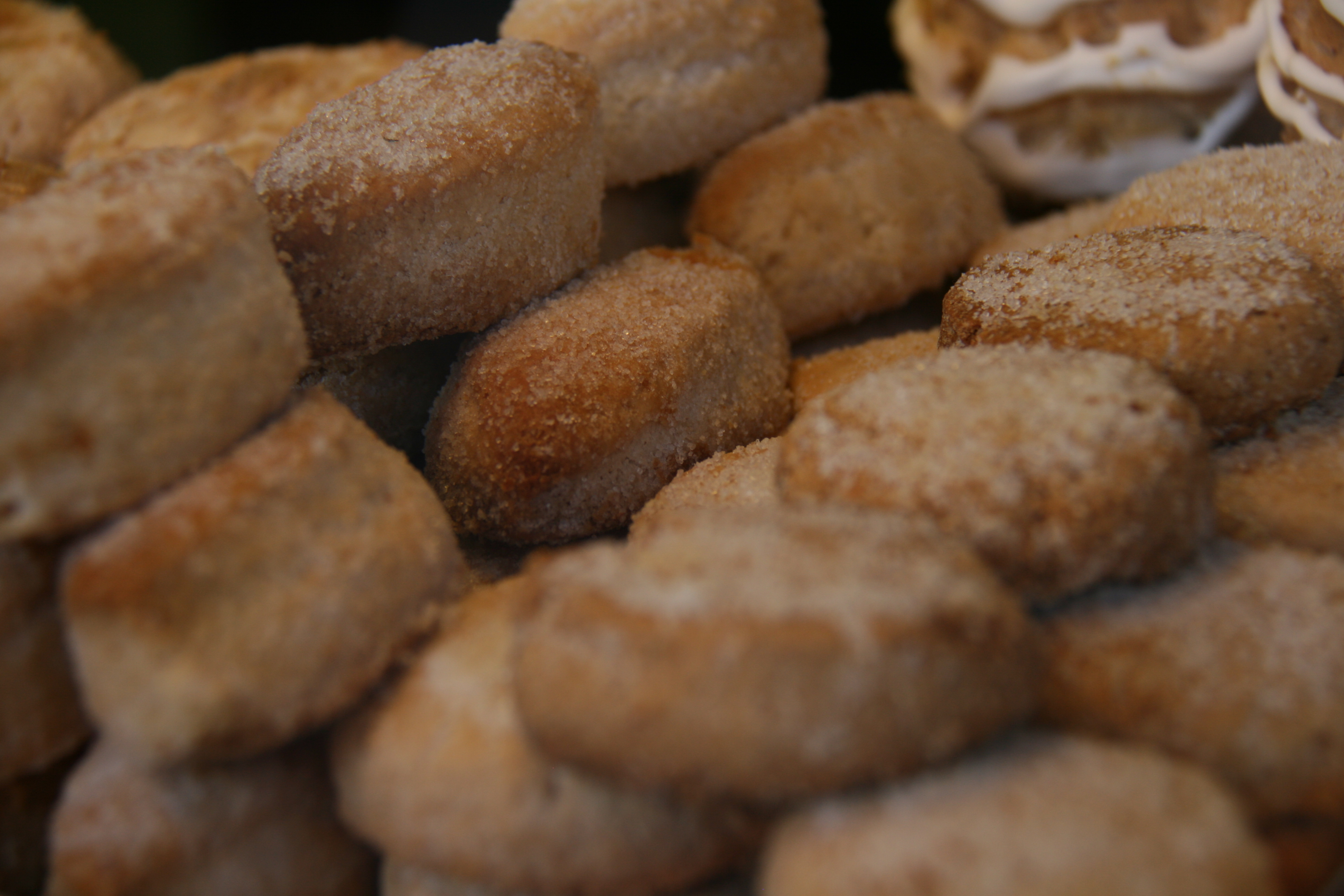
Unas pastas vallisoletanas.

La repostería de la provincia alcanza a diversas especialidades como la bolla de chicharrones, las rosquillas de palo, las mariquitas, los roscados, los mantecados de Portillo, los roscos de yema, las rosquillas de «trancalapuerta», los bizcochos de Santa Clara (Tordesillas), las hojuelas, los bizcochos de cura. Otras reposterías genéricas que encuentran cabida popular en la provincia es el arroz con leche.

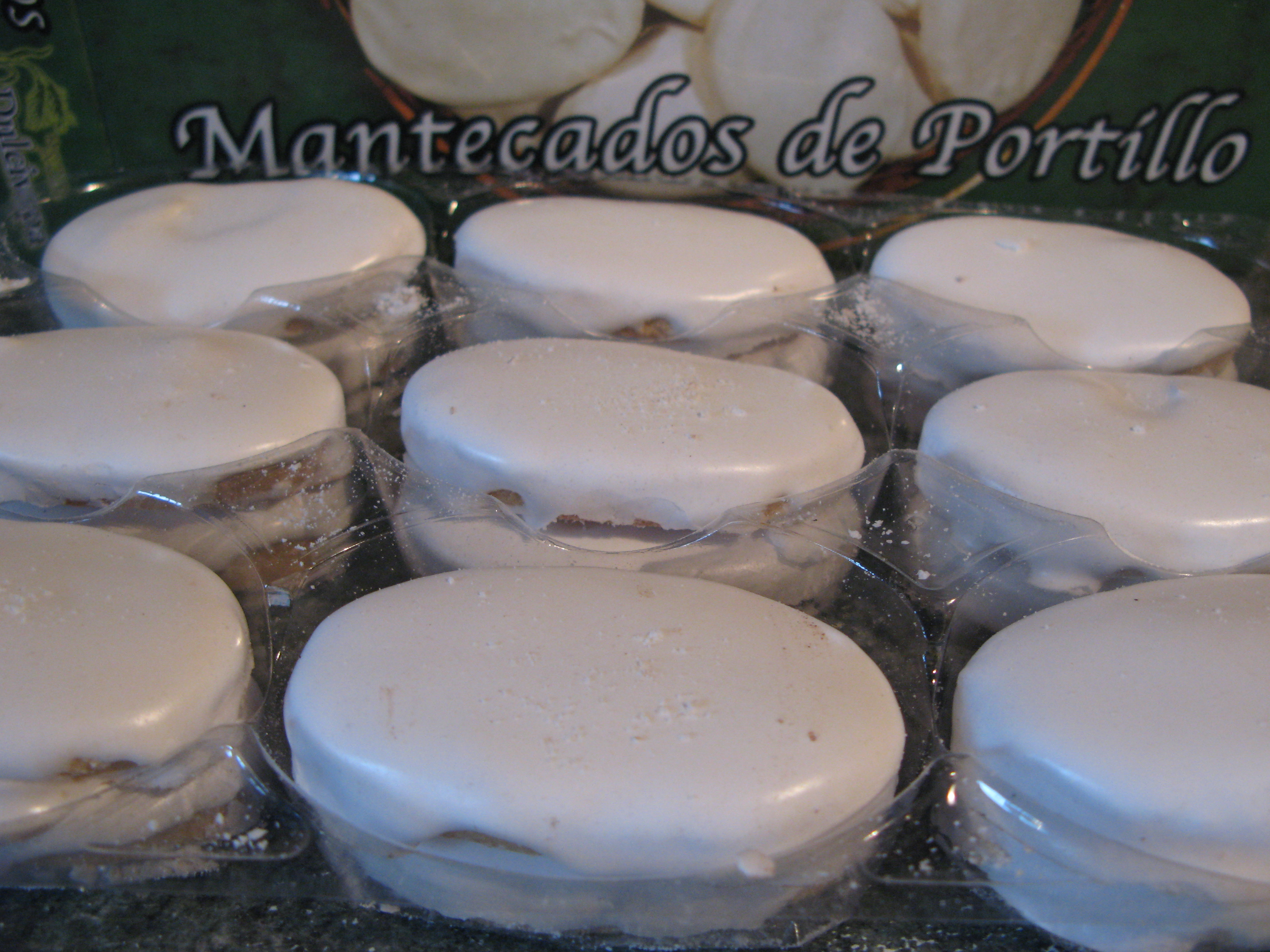
Mantecado de Portillo
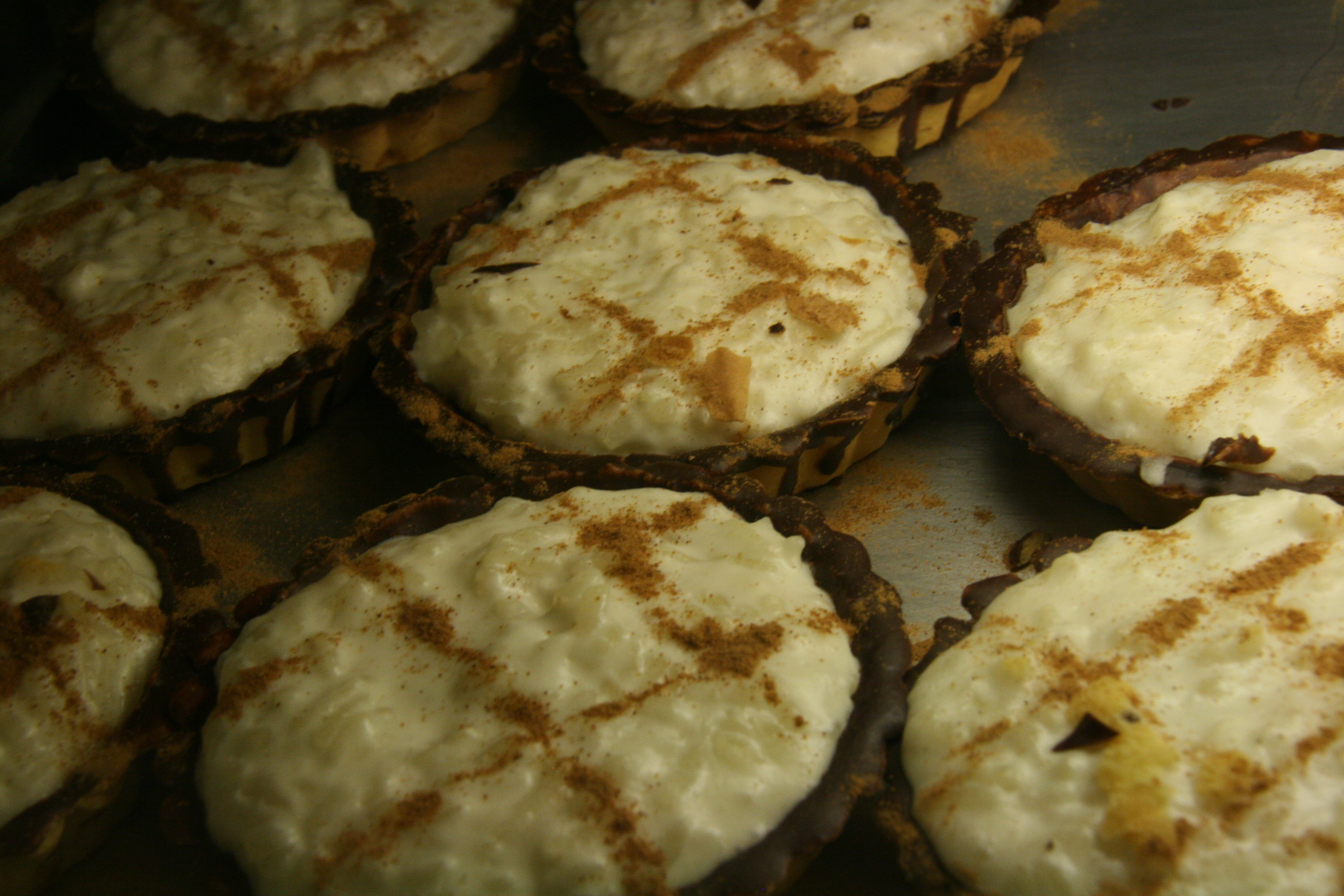
Arroz con leche
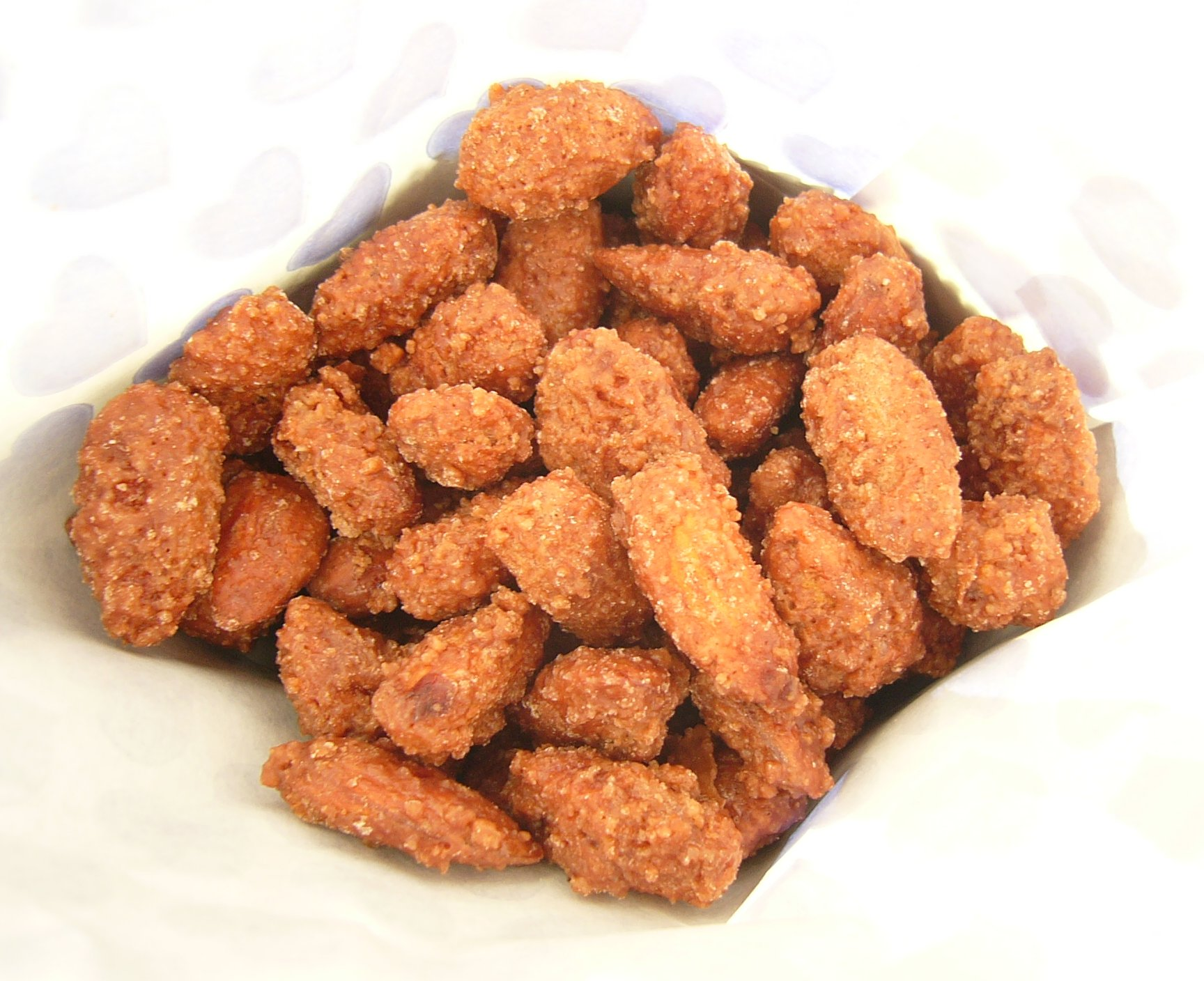
Almendras garrapiñadas
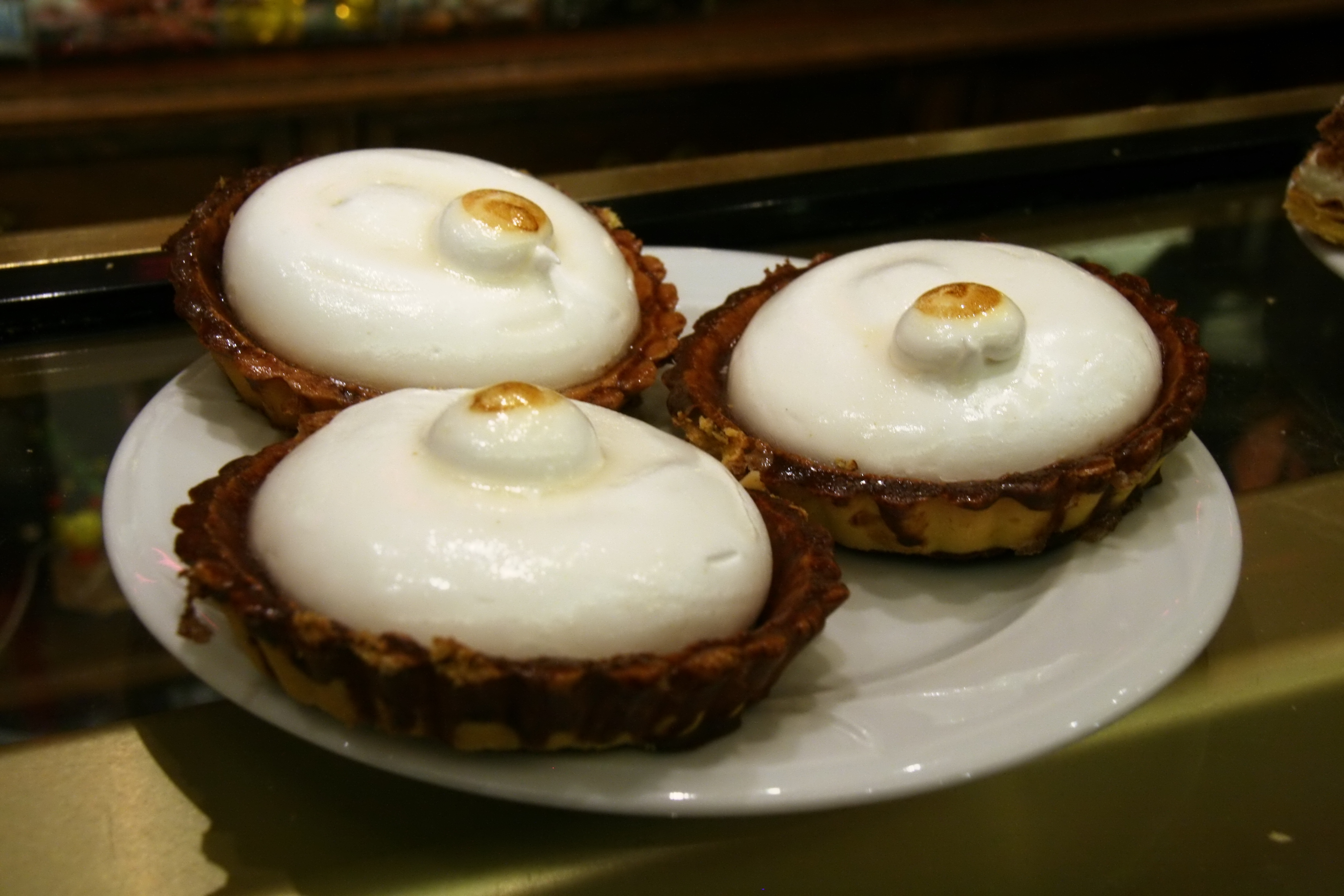
Tetas de Monja

## Platos ocasionales

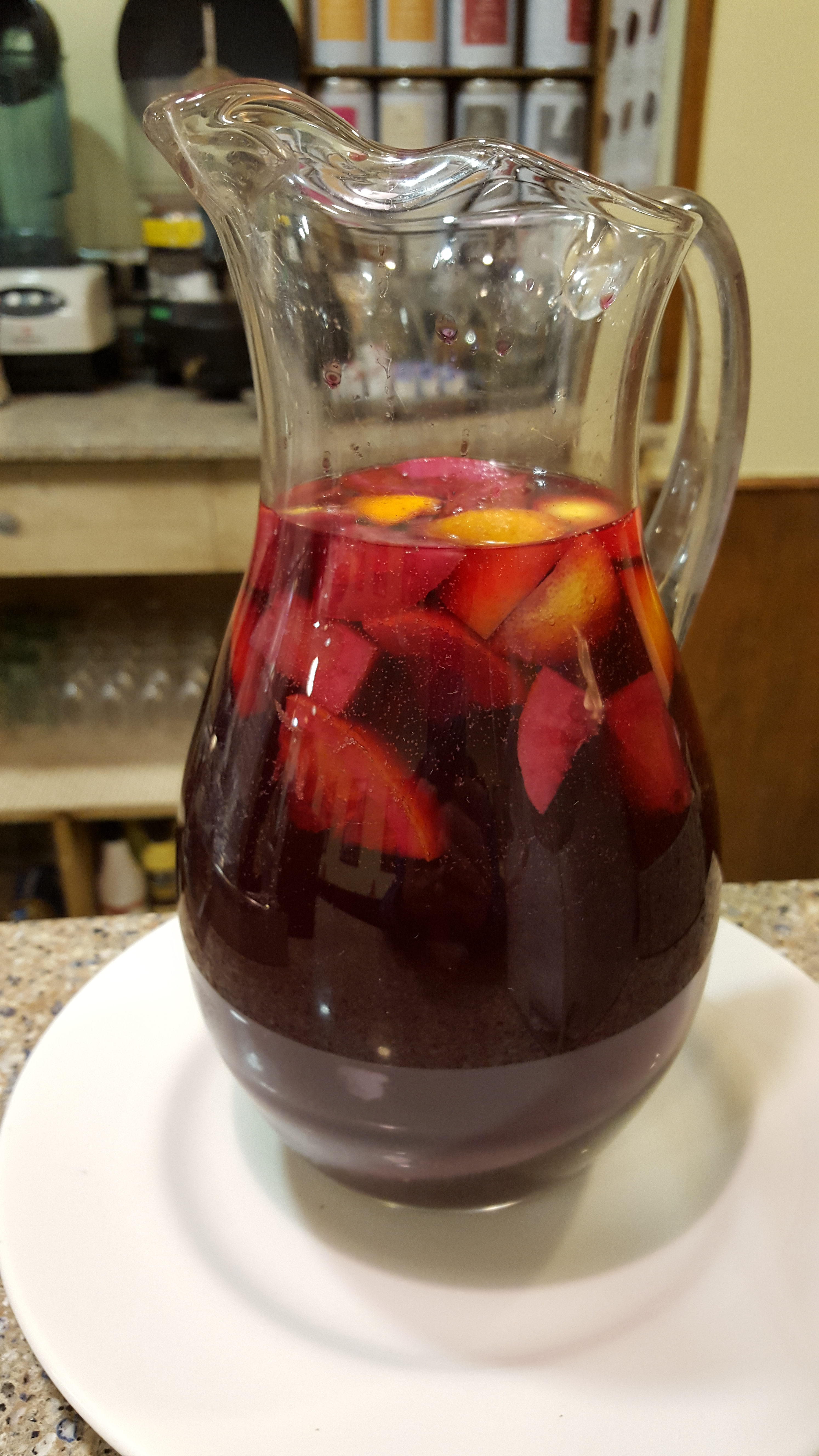
Jarro de limonada de vino en Semana Santa.

Es muy habitual en Semana Santa consumir alimentos que forma parte de la Gastronomía de Semana Santa (principalmente postres).
Por otro lado, el día 8 de septiembre en Valladolid durante la celebración de la Virgen de San Lorenzo se sirve habitualmente dulces, pastas, hojaldres y otros postres, destacando la Tarta de San Lorenzo.
En fechas cercanas a Halloween y al Día de Todos los Santos (31 de octubre y 1 de noviembre, respectivamente) es muy típico el consumo de productos como los huesos de santo y los buñuelos.
En la Navidad, la gastronomía navideña es muy abundante y diversa, destacando los platos con abundantes dulces, como los turrones, los polvorones (siendo los de Tordesillas de los más famosos), dátiles, mazapanes, peladillas. También es habitual comer platos típicos de las fechas, tales como el cochinillo, pularda, pavo, capón, cordero, besugo, langostinos (además de otros mariscos). El 31 de diciembre (Año nuevo) es tradición comerse doce uvas al ritmo de las doce campanadas. En la madrugada o mañana del día 1 de enero se suele tomar chocolate con churros, bien sea en casa con los familiares o en una churrería, chocolatería, cafetería o bar. El día 6 de enero (Día de Reyes) suele comerse el tradicional Roscón de Reyes.

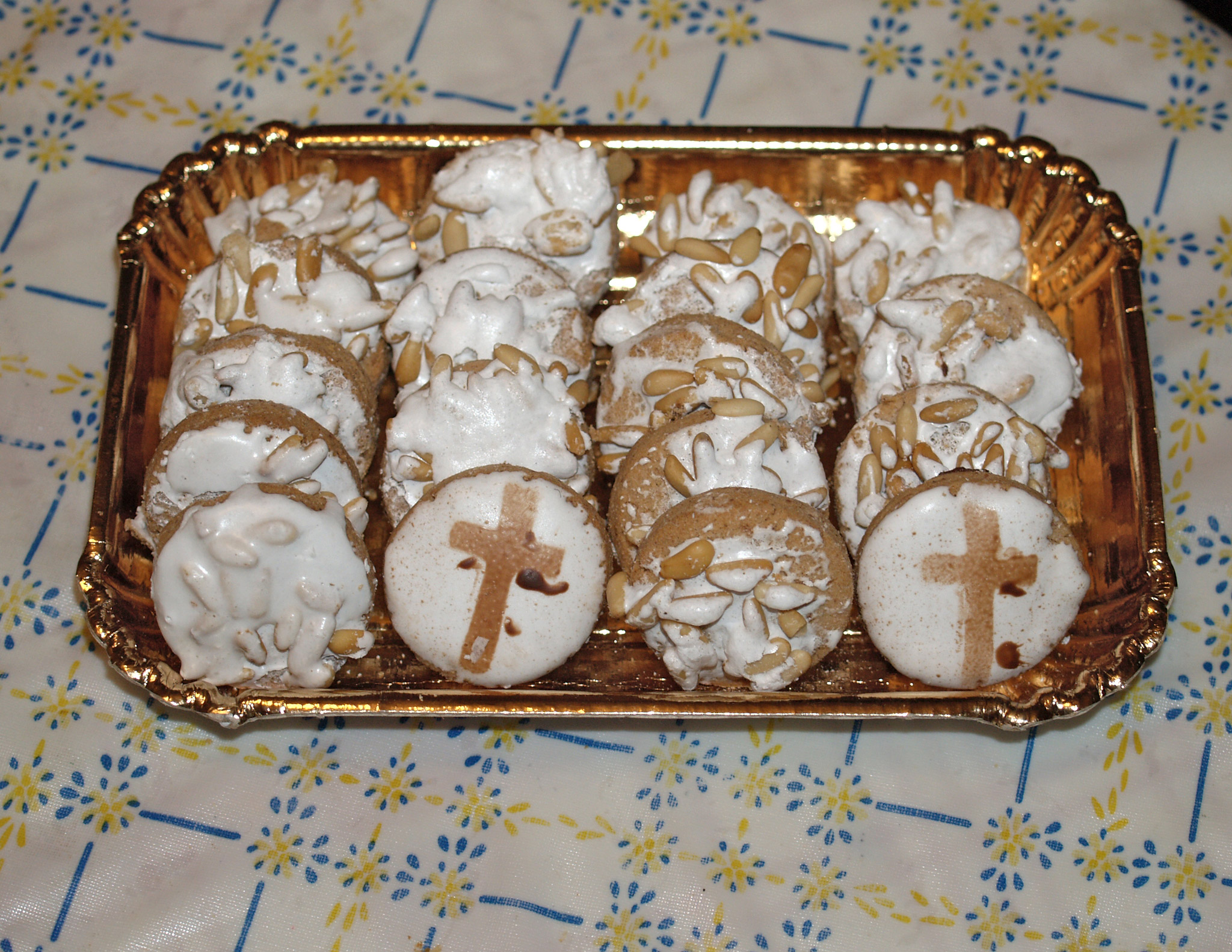
Pastas del penitente, uno de los alimentos que forma parte de la Gastronomía de Semana Santa.
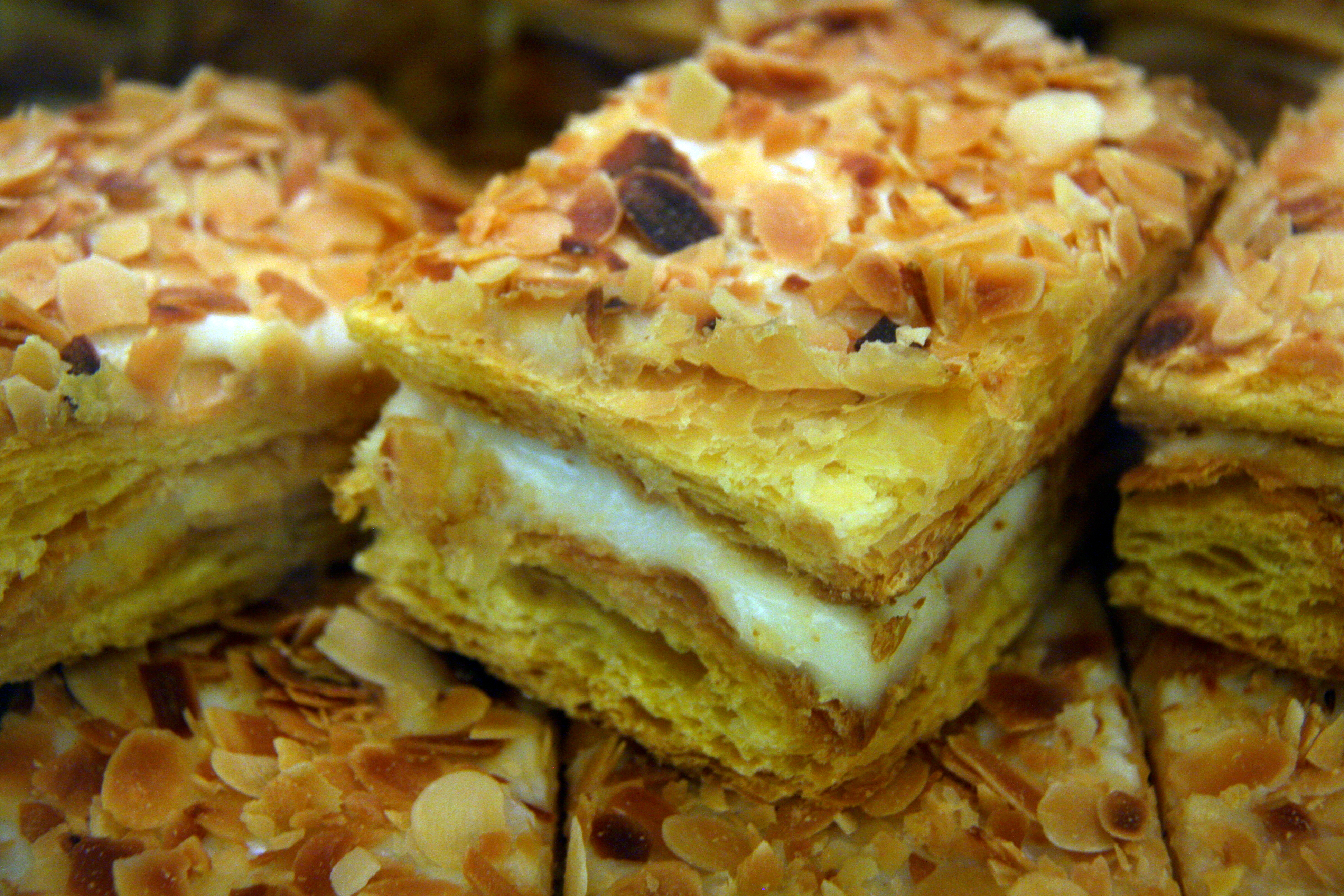
Hojaldre de San Lorenzo. Durante la celebración de la Virgen de San Lorenzo se sirve habitualmente pastas, hojaldres y otros postres.
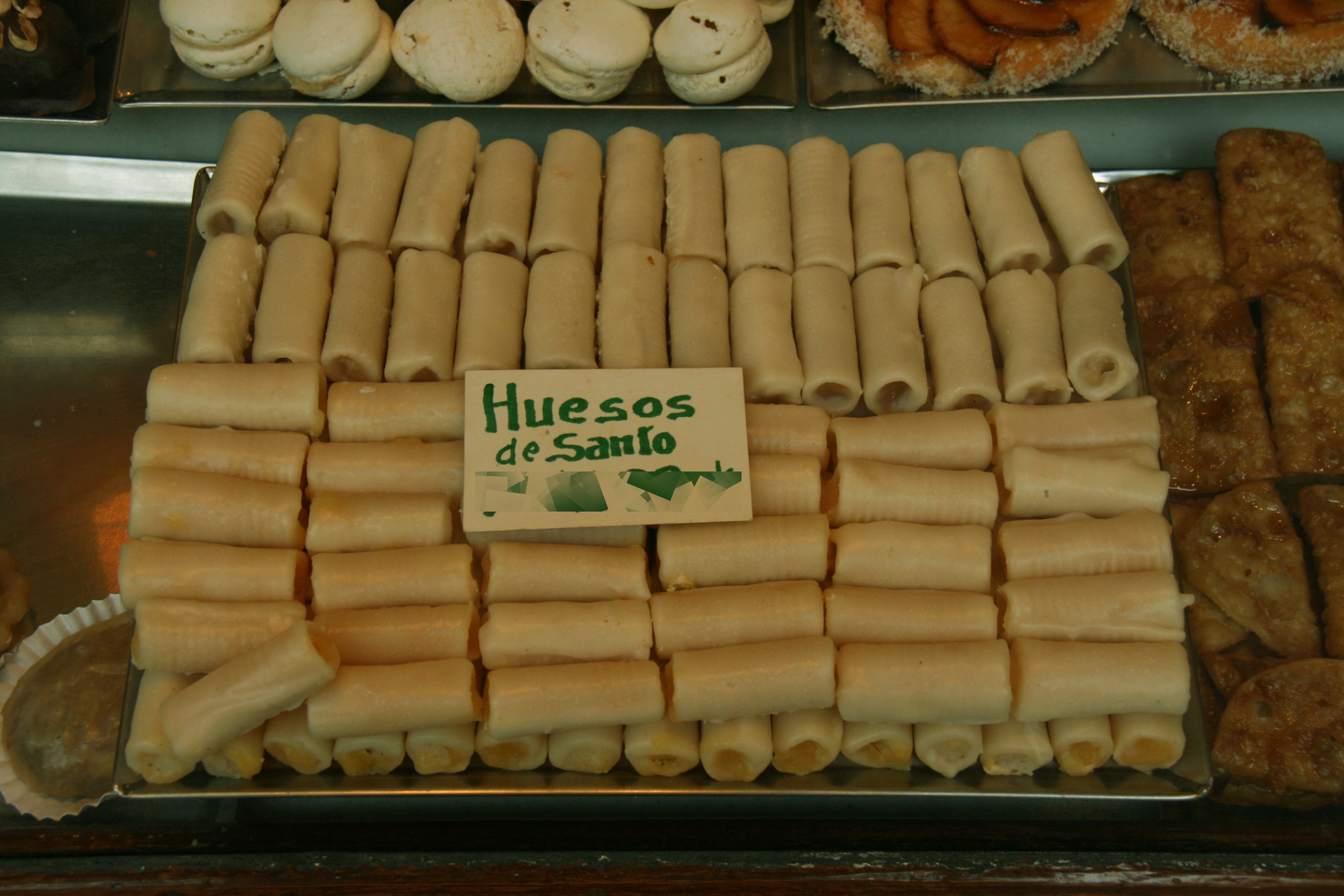
Los Huesos de santo junto con los buñuelos son muy típicos del Día de Todos los Santos.
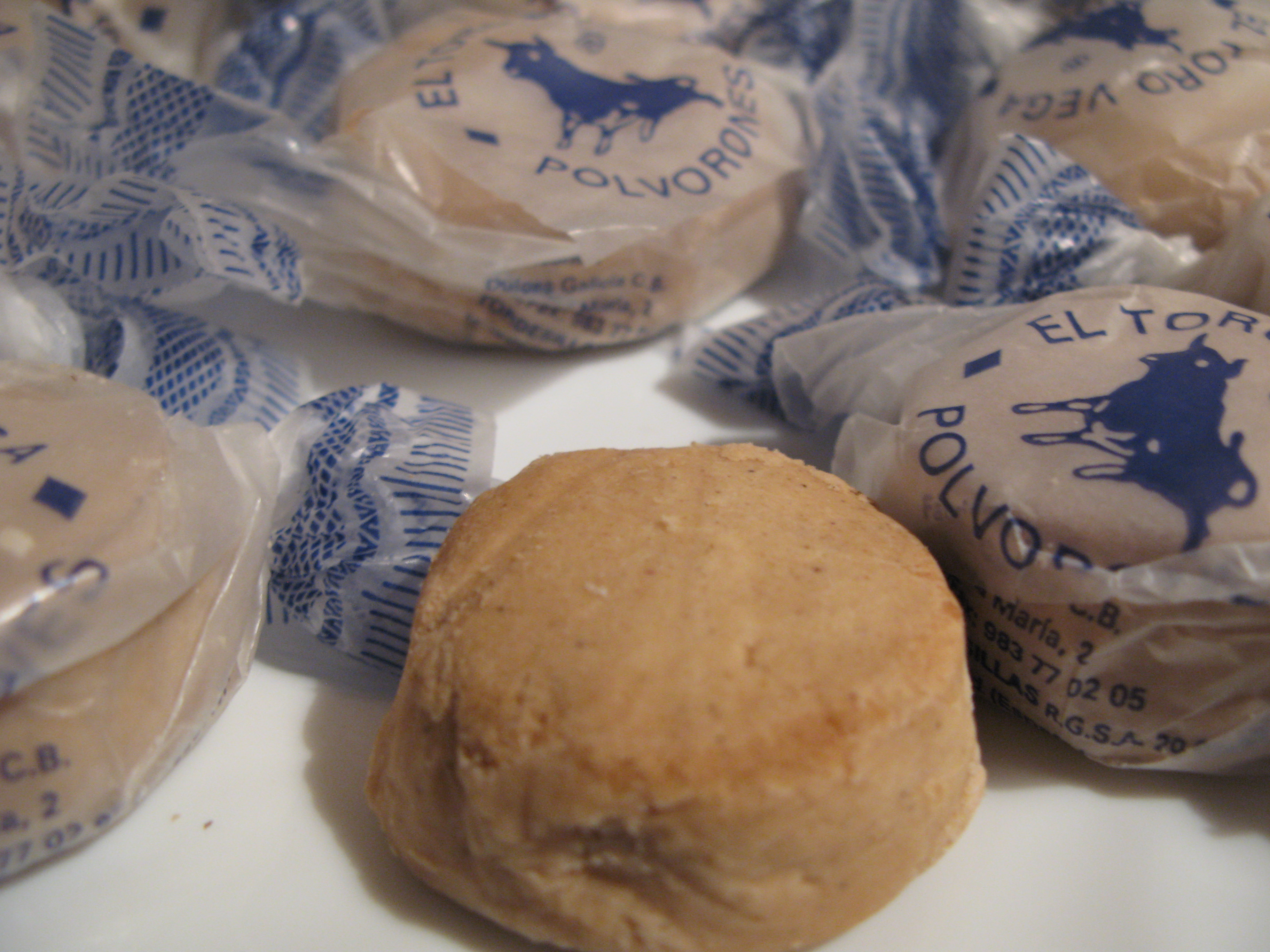
Polvorones de Tordesillas, uno de los muchos productos típicos de la Gastronomía navideña.

## Vinos

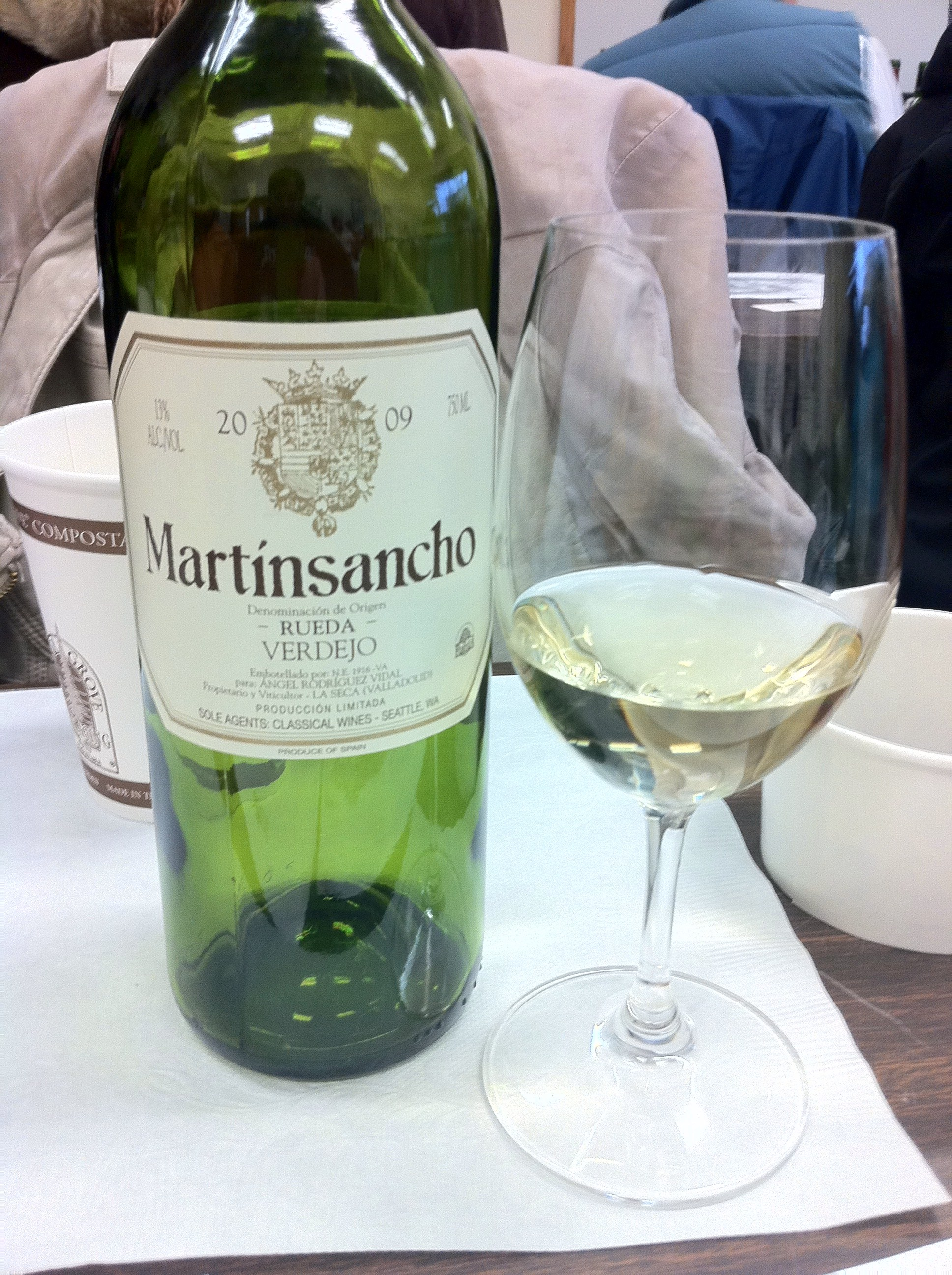
Un vino "Blancos de Rueda" de uva verdejo.

La provincia alberga cinco denominaciones de origen vitivinícolas. Parte de la provincia de Valladolid pasa por la denominada Tierra del Vino. Se tienen los vinos de la denominación Ribera del Duero. Los vinos de la denominación de Origen de Rueda eran considerados los vinos de la corte en la época de los Reyes Católicos. Para su elaboración se emplea la variedad de uva verdejo y en menor medida la uva sauvignon. Bajo esta denominación de origen hay vinos blancos, espumosos, tintos, rosados y de licor. 
Por su parte los vinos de la denominación de Origen Ribera del Duero se elaboran con la tinta del país y se pueden degustar vinos tintos de crianza, jóvenes, de reserva y gran reserva. Los vinos de la denominación de Origen Toro son principalmente blancos, rosados y tintos, los de la denominación de Origen Tierra de León son blancos, rosados y tintos y por último se encuentran los rosados de la denominación de Origen Cigales. Algunas empresas productoras como Vega Sicilia están consideradas como la élite del vino debido a su gran calidad y fama.

Denominación de Origen Cigales
Denominación de Origen Ribera del Duero
Denominación de Origen de Rueda
Denominación de Origen Toro
Denominación de Origen Tierra de León

## Lista de productos típicos
- Lechazo asado
- Cochinillo asado
- Bolla de chicharrones
- Gallo turresilano
- Mantecados de Portillo
- Queso de Villalón
- Queso pata de mulo
- Ciegas de Íscar
- Pasta Castañuelas de Íscar
- Rosquillas de Palo
- Lagunillas de Laguna de Duero
- Feos de Tordesillas
- Amarguillos
- Tortas de chicharrones
- Tortilla de chorizo
- Picadillo de chorizo
- Morcilla de Valladolid
- Morcilla de Cigales

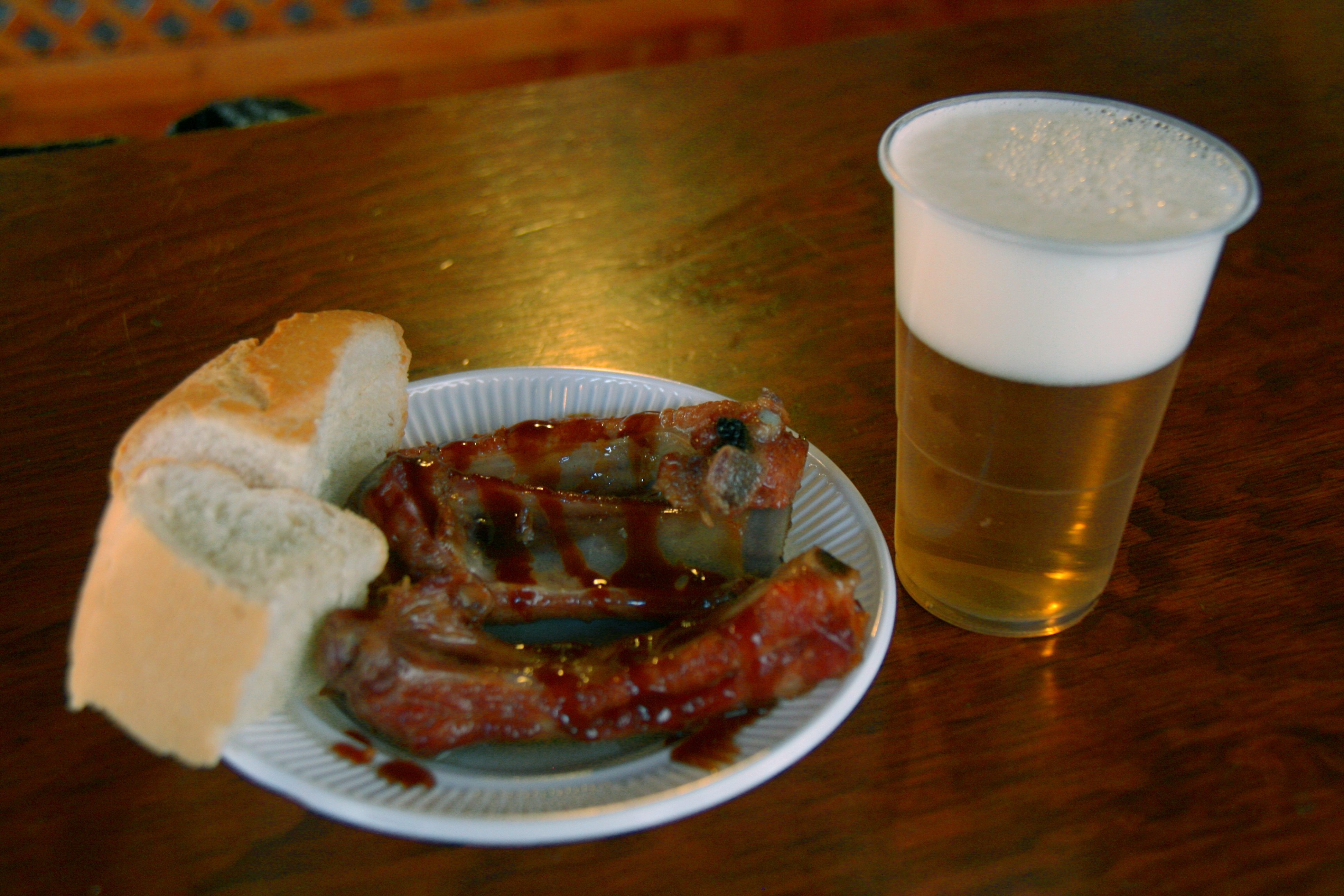
Una tapa. El concurso nacional de tapas de Valladolid es el único que se realiza en España.

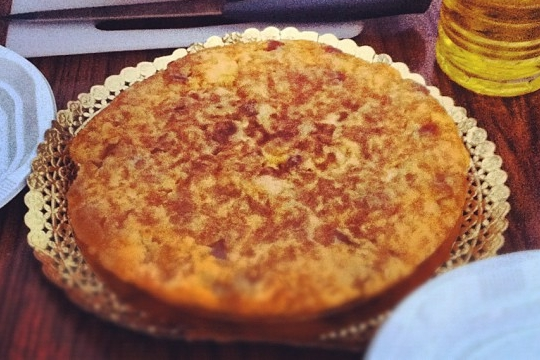
Tortilla de chorizo.

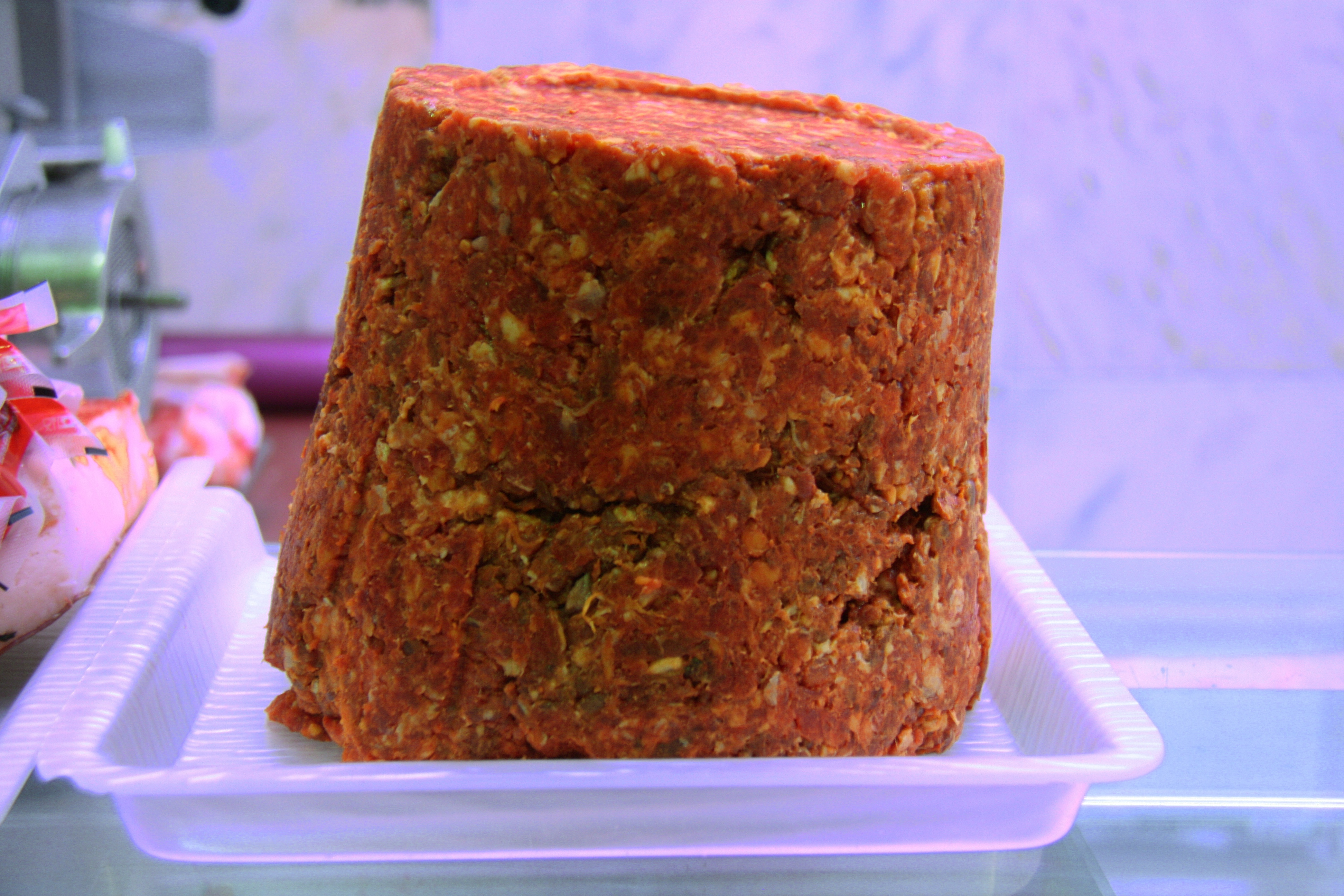
Bloque de jijas.

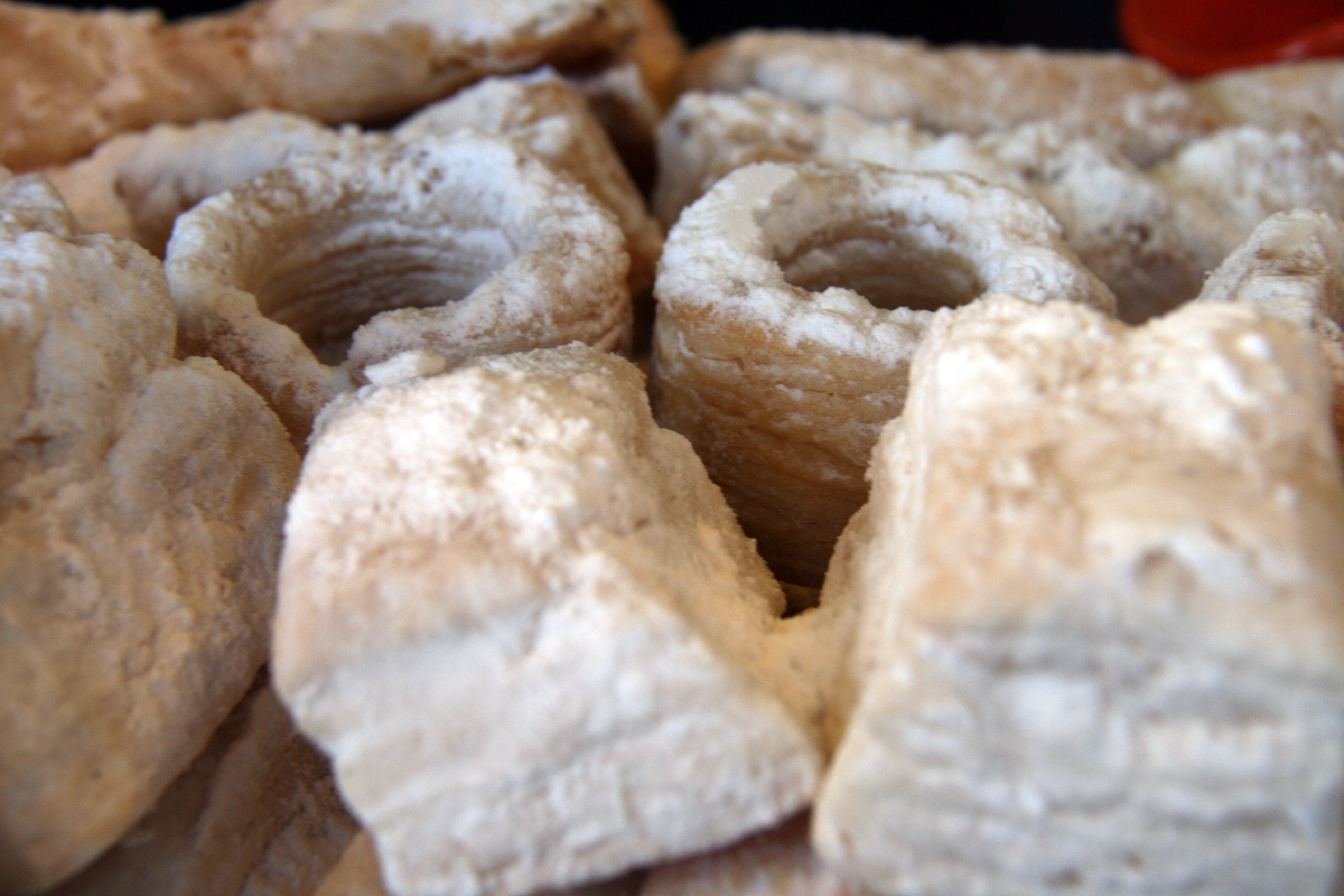
Hojaldre.

- Piñones de Pedrajas de San Esteban
- Espárrago de Tudela de Duero
- Borrachos y Pastas de vino de Peñafiel
- Bollos de mosto de Olmedo
- Sopa de chícharos
- Almendras garrapiñadas
- Pan de la provincia de Valladolid
- Salchichas de Zaratán
- Ajos de Portillo
- Endivias de Peñafiel
- Ajo de Vallelado
- Lechuga de Valladolid
- Vino de Cigales
- Vino de Ribera de Duero
- Vino de Rueda
- Vino de Tierra de León
- Vino de Toro